# NGC 2917
NGC 2917 (również PGC 27207 lub UGC 5098) – galaktyka spiralna (S0-a), znajdująca się w gwiazdozbiorze Hydry. Odkrył ją Albert Marth 6 lutego 1864 roku.